# František Houf
František Houf (* 12. června 1946) byl český a československý politik, po sametové revoluci poslanec Sněmovny lidu Federálního shromáždění za SPR-RSČ.

## Biografie
Ve volbách roku 1992 byl za SPR-RSČ zvolen do Sněmovny lidu (volební obvod Severočeský kraj). Od listopadu 1992 je uváděn jako nezařazený poslanec. Ve Federálním shromáždění setrval do zániku Československa v prosinci 1992.